# 2012年金馬奇幻影展
2012年金馬奇幻影展是在2012年4月6日至4月15日，於臺灣的台北舉辦。

## 簡介
參展影片如下：
- 加雷斯·埃文斯《突袭》

焦點導演：艾利克斯·德·拉·伊格萊希亞
- 《哭泣的小丑》
- 《幸不幸由你》

## 外部連結
- 金馬奇幻影展（页面存档备份，存于）